# Вустер (Нью-Йорк)
Вустер (англ. Worcester) — місто (англ. town) в США, в окрузі Отсего штату Нью-Йорк. Населення — 2112 особи (2020).

## Демографія
Згідно з переписом 2010 року, у місті мешкало 2220 осіб у 943 домогосподарствах у складі 596 родин. Було 1299 помешкань
Расовий склад населення:
| - 95,5 % — білих - 0,6 % — чорних або афроамериканців - 0,3 % — корінних американців - 0,3 % — азіатів - 0,1 % — вихідців з тихоокеанських островів - 1,4 % — осіб інших рас |

До двох чи більше рас належало 1,8 %. Частка іспаномовних становила 4,6 % від усіх жителів.
За віковим діапазоном населення розподілялося таким чином: 22,3 % — особи молодші 18 років, 58,2 % — особи у віці 18—64 років, 19,5 % — особи у віці 65 років та старші. Медіана віку мешканця становила 45,2 року. На 100 осіб жіночої статі у місті припадало 97,9 чоловіків;  на 100 жінок у віці від 18 років та старших — 95,4 чоловіків також старших 18 років.
Середній дохід на одне домашнє господарство  становив 57 150 доларів США (медіана — 44 545), а середній дохід на одну сім'ю — 59 980 доларів (медіана — 46 958). Медіана доходів становила 45 500 доларів для чоловіків та 33 500 доларів для жінок. За межею бідності перебувало 16,5 % осіб, у тому числі 37,1 % дітей у віці до 18 років та 8,5 % осіб у віці 65 років та старших.
Цивільне працевлаштоване населення становило 793 особи. Основні галузі зайнятості: освіта, охорона здоров'я та соціальна допомога — 30,0 %, роздрібна торгівля — 17,5 %, будівництво — 11,9 %, виробництво — 9,0 %.